# Noord-Afrikaans mediterraans bos

Begrenzing van de WWF-ecoregio "Mediterrane Noord-Afrikaanse bossen en half-bossen".

Het Noord-Afrikaans mediterraans bos is een bostype dat zich bevindt in de kustgebieden van Marokko, Algerije, Tunesië en Libië en delen van het Atlasgebergte. Dit bosgebied vertoont grote overeenkomsten met bosgebieden in het zuiden van Spanje en Frankrijk. De bosgebieden in de hogere delen worden aangeduid als montane conifeerbossen. 

## Mediterrane bossen

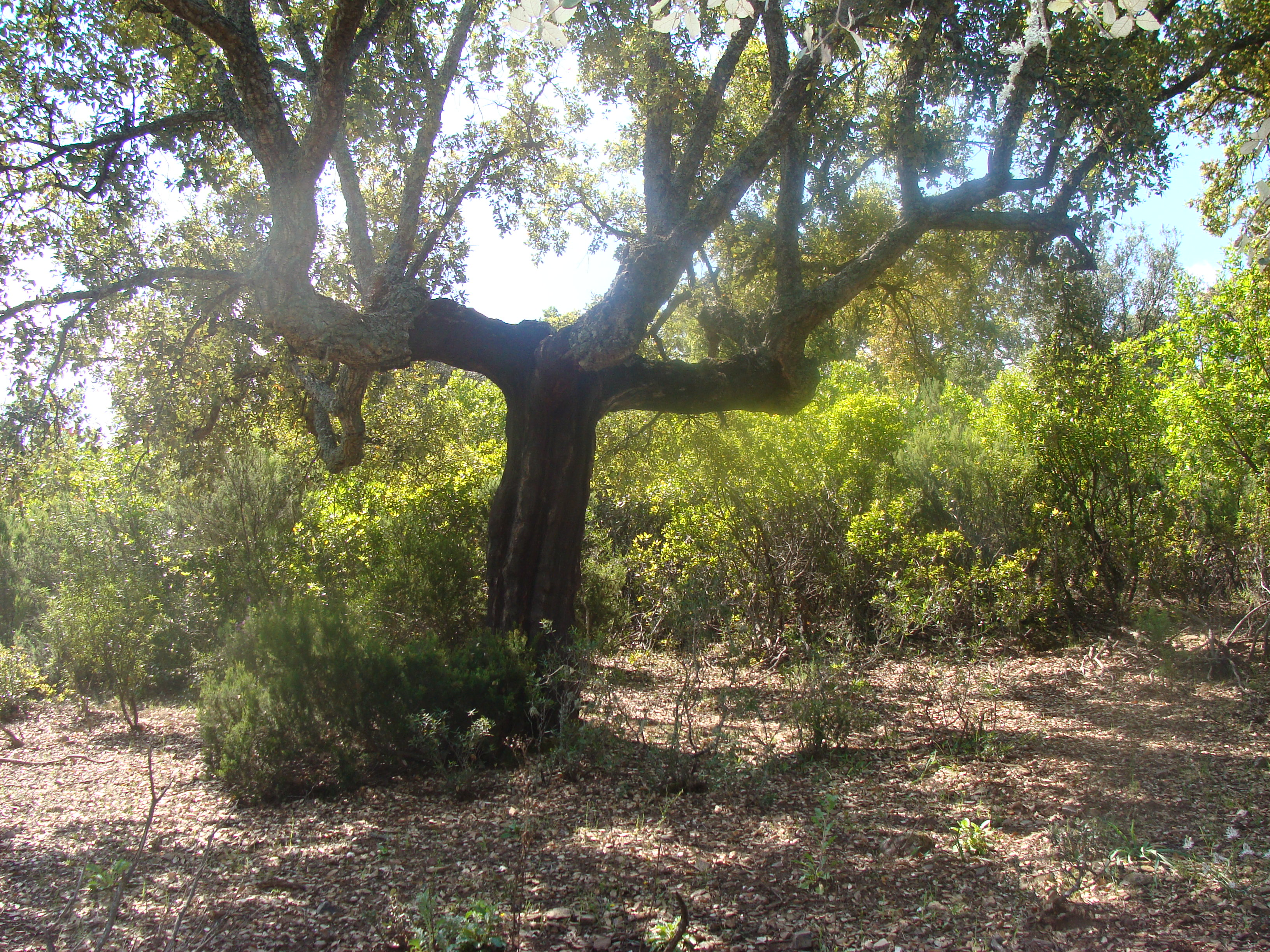
Kurkeik (Quercus suber)

De mediterrane bossen liggen in de laaglandgebieden. Het klimaat van de mediterrane bossen bestaat uit warme, droge zomers en relatief milde, regenachtige winters. De gemiddelde temperatuur is 13°C tot 19°C, met een gemiddelde van  11,3°C in januari en 25,2°C in juli, met een jaarlijkse neerslag van 600-800 mm. De dominante flora wordt gevormd door diverse soorten eiken, zoals de kurkeik (Quercus suber), steeneik (Quercus ilex) en de hulsteik (Quercus coccifera). Daarnaast groeit een groot aantal andere bomen en struiken in de mediterrane bossen, waaronder de wilde olijfboom (Olea europaea), de Johannesbroodboom (Ceratonia siliqua), de aardbeiboom (Arbutus unedo), de dwergwaaierpalm (Chamaerops humilis), mirte (Myrtus communis), laurier (Laurus nobilis), hulst (Ilex aquifolium) en boomhei (Erica arborea). In de overgangsgebieden tussen de mediterrane bossen en de zuidelijkere steppegebieden domineert de Aleppoden (Pinus halepensis), terwijl ook de stekelige jeneverbes (Juniperus oxycedrus) een algemene soort is in dergelijke bossen. Deze overgangsgebieden zijn met een jaarlijkse neerslag van 300-600 mm droger dan de andere mediterrane bosgebieden. In bosgebieden nabij water groeien onder meer de mastiekboom (Pistacia lentiscus), de Afrikaanse tamarisk (Tamarix africana) en de oleander (Nerium oleander).

## Montane conifeerbossen
De montane conifeerbossen bevinden zich in de berggebieden boven de 1.200 meter. De gemiddelde jaarlijkse neerslag bedraagt 1.000 mm met frequente sneeuwval in de winter. De dominante boomsoort is de Atlasceder (Cedrus atlantica). De verdere flora van de montane conifeerbossen bestaat uit onder meer de Algerijnse eik (Quercus canariensis), de zeeden (Pinus pinaster), de venijnboom (Taxus baccata) en de ratelpopulier (Populus tremula). 

## Fauna

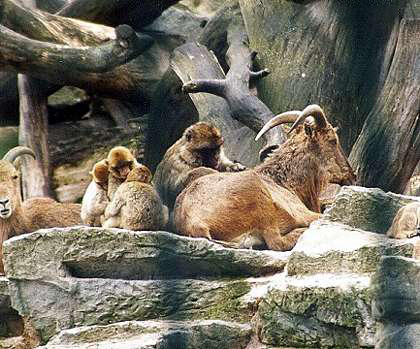
Berberapen en manenschapen.

Het Noord-Afrikaans mediterraans bos ligt in het zuiden van de palearctische ecozone en de fauna in het gebied vertoont daardoor grote overeenkomsten met die van Eurazië. Onder meer Noord-Afrikaanse ondersoorten van het edelhert (Cervus elaphus barbarus), het wild zwijn (Sus scrofa algira) en de rode vos (Vulpes vulpes barbara) leven in het Noord-Afrikaans mediterraans bos. Andere bekende soorten uit het Noord-Afrikaans mediterraans bos zijn de berberaap (Macaca sylvanus), het manenschaap (Ammotragus lervia) en de steenarend (Aquila chrysaetos).
Meerdere grote zoogdieren zijn tegenwoordig uit het gebied verdwenen. De witte neushoorn (Ceratotherium simum) en het nijlpaard (Hippopotamus amphibius) kwamen in de periode na de laatste ijstijd in de regio voor en zijn waarschijnlijk ten gevolge van klimaatsveranderingen uitgestorven in het gebied. Hetzelfde geldt voor de nijlkrokodil (Crocodylus niloticus). Verschillende soorten zijn in de loop der eeuwen door de mens uitgeroeid in Noord-Afrika of komen tegenwoordig alleen nog in geïsoleerde populaties voor. In de periode van de Romeinse overheersing is de giraffe (Giraffa camelopardalis) uit de regio verdwenen, terwijl de Noord-Afrikaanse olifant (Loxodonta africana pharaoensis), de Algerijnse wilde ezel (Equus africanus atlanticus) en de Noord-Afrikaanse oeros (Bos primigenius mauretanicus) zijn uitgestorven. In recente tijden zijn ook de Atlasbeer (Ursus arctos crowtheri, 1870), de Berberleeuw (Panthera leo leo, 1922) en het Noord-Afrikaans hartebeest (Alcelaphus buselaphus buselaphus, 1923) uitgeroeid, hoewel de Berberleeuw nog in gevangenschap voorkomt. Van het Noord-Afrikaans jachtluipaard (Acinonyx jubatus hecki) leeft tegenwoordig nog enkel een restpopulatie in Libië. De serval (Leptailurus serval), de Afrikaanse panter (Panthera pardus pardus) en de Noord-Afrikaanse struisvogel (Struthio camelus camelus) zijn wijdverspreid ten zuiden van Sahara, maar kwamen voorheen ook in grote delen van Noord-Afrika voor. Tegenwoordig leven deze soorten in de regio nog slechts in geïsoleerde gebieden in Marokko.